# Tarczy Lajos

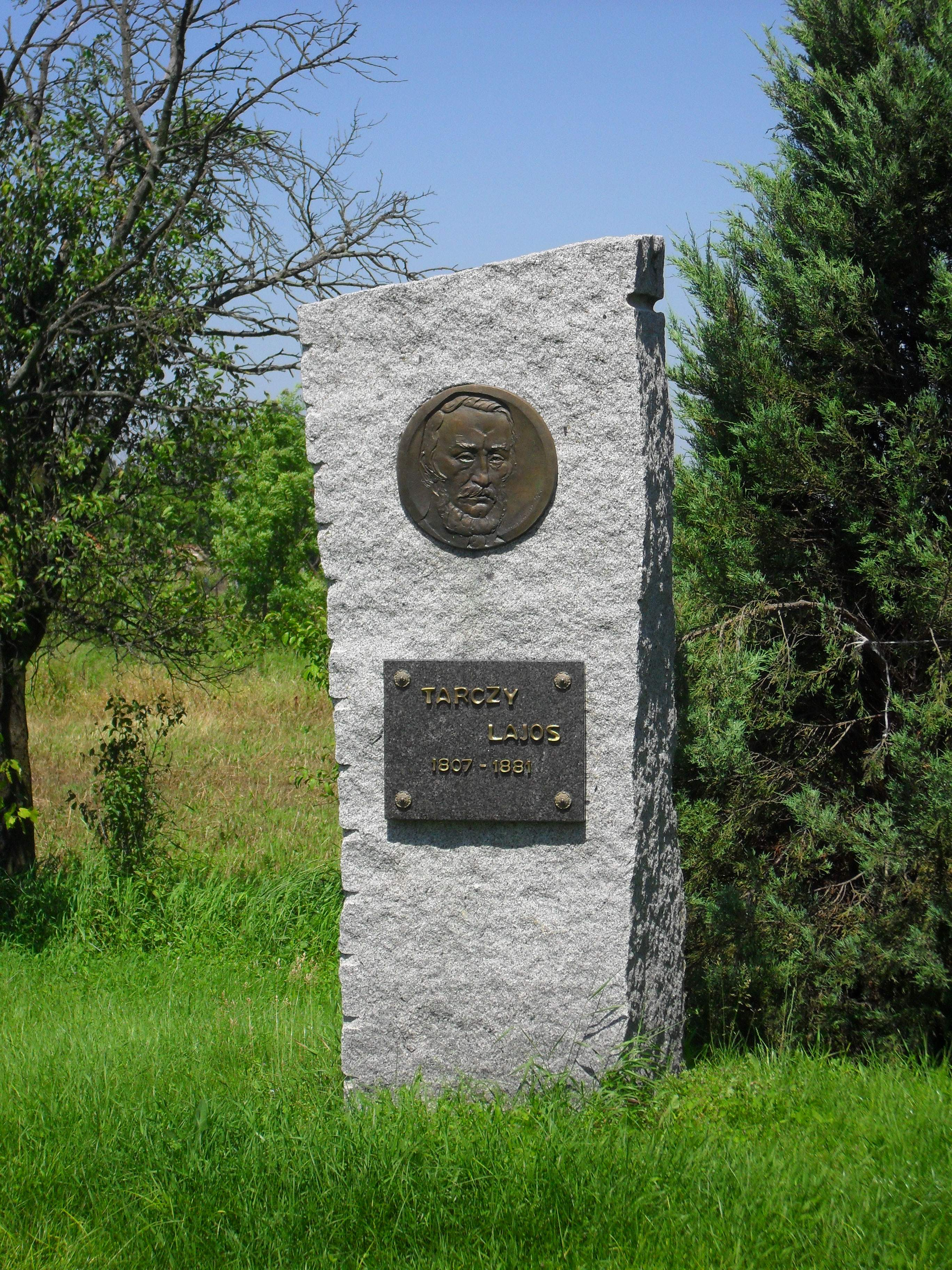
Tarczy Lajos emlékműve Hetényen

Tarczy Lajos (Hetény, 1807. december 6. – Bécs, 1881. március 20.) filozófus, természettudós, a Pápai Református Kollégium tanára, a Magyar Tudományos Akadémia tagja.

## Életpályája
Tarczy jómódú családba született, elemi iskolába és gimnáziumba szülőhelyén, majd Révkomáromban járt. Teológiai és filozófiai tanulmányait Pápán végezte Mándi Márton István tanítványaként, majd Bécsben és Berlinben tanult fizikát és matematikát.
1833-tól haláláig, 48 éven keresztül volt a pápai kollégium tanára. A filozófiában Hegel nézeteit vallotta és adta elő tanszékén, ezt az egyházkerületi gyűlésen felrótták neki és le kellett mondania a filozófia oktatásáról, így ettől kezdve csak természettudományt tanított. Tanártársával, Bocsor Istvánnal együtt folytatta a Mándi által megkezdett újjászervezést, modernizálást, 1837-ben önálló nyomdát hozott létre az iskolában. Az oktatás mikéntjét is megreformálta, az addig gyakorlattól eltérően diákjaitól nem a tananyag visszamondását várta el, hanem önálló gondolkodásra kívánta sarkallni őket. Sokoldalú esztétikai és irodalmi nevelést folytatott. 1841-ben megalapította a főiskolai Képzőtársaságot, melynek első tanárelnöke lett. A Képzőtársaság hamarosan Pápa egyik szellemi központjává vált, itt kezdte pályáját többek között Petőfi Sándor, Jókai Mór és Orlai Petrich Soma is.
Tarczy Lajos volt a legkitűnőbb tanár a főiskolában. Ő magyarázta a természettant és a felsőbb mathesist… Tankönyve ma is használható… Hát még az előadása! Azt élvezet volt hallgatni. Ő maga megteremtette a főiskola phisicum–museumát, s experimentációi bűvészestélyek számba mentek
Tarczy számos természettudományi tankönyvet írt, melyekkel részt vállalt a magyar nyelvű szaknyelv kialakításában. Munkája elismeréseképpen az MTA 1838-ban levelező, majd 1840-ben rendes tagjai sorába választotta. Széchenyi István gróffal személyes kapcsolatot tartott, az ő nagycenki birtokán látott mintagazdaság olyan hatással volt rá, hogy Pápán is létrehozott egy hasonlót.
A szabadságharcban honvédtisztként szolgált, annak leverése után csak a tudománynak és tanári hivatásának élt. Sírja az alsóvárosi temetőben található. Ma Tarczy Lajos nevét viseli az egyik általános iskola Pápán.

## Munkái
- Népszerű égrajz. (Astronomia popularis). Kőmetszetű táblával. Pápa, 1838.
- Természettan. Az alkalmazott mathesissel egyesülve a haladás jelen lépcsője szerint nyilvános tanításaira szintúgy mint magános tanulásra kézikönyvül dolgozta. Öt tábla rajzzal. Uo. 1838. Két kötet. (II. kötet Veszprémben nyomatott. 2. teljesen átdolgozott és jav. kiadás. Pápa, 1843. 3. kiadás. Uo. 1862.).
- A német nyelvtan paradigmái. Pápa, 1838.
- Gyöngyök a német költészetből. Olvasókönyvül az ifjúság számára. Gyűjté. Uo. 1839. (3. kiadás. Uo. 1863).
- Elemi ösmeretek a természettudományokból. Az alsóbb oskolák számára. Uo. 1839.
- Természetrajz elemei. Uo. (1839. Címlap nélkül).
- Elemi számtudomány az alsóbb iskolák számára. Uo. 1839. (2. jav. kiadása ezen czímmel: Számtudomány elemi kézikönyvül alsóbb iskolák számára. Uo. 1846.).
- Tiszta mértan elemei. Természettani kézikönyvére bevezetésül... 38 fametszettel. Uo. 1841.
- A dráma hatása és literaturánk drámaszegénysége. Pest, 1843. (A Kisfaludy-Társaság által 1838-ban 10 arannyal jutalmazott pályamunka. Különny. a Kisfaludy-Társaság Évlapjai I. kötetéből). /Első megjelenési helyén 35-82. old./
- Népszerű természettan. Tanulni szerető gazdák mesteremberek s iskolatanítók számára és a nép közt uralkodó babonákra különös tekintettel. Pápa, 1843. (A népkönyvkiadó egyesülettől jutalmazott pályamunka).
- Természettan elemei. Kézikönyv nép- s középiskolák számára. A népkönyvkiadó egyesület által jutalmazott «Népszerű természettan» nyomán. 3 folyamatban. Uo. 1844.
- Kalászok a német prózából. Német olvasó könyvül gyűjté... Uo. 1844.
- Tavasz. Zsebkönyv. (Költői művekből szerk.) Pápa, 1845. Online

## További információ
Eötvös Károly: Tarczy Lajos. In: Eötvös Károly munkái V. Magyar alakok. Bp, 1901. 139-146. old. Online